# Đan Lăng
Đan Lăng' (chữ Hán giản thể:丹棱县, Hán Việt: Đan Lăng huyện) là một huyện thuộc địa cấp thị Mi Sơn, tỉnh Tứ Xuyên, Cộng hòa Nhân dân Trung Hoa. Huyện này có diện tích 449 km2, dân số năm 2002 là 160.000 người.
Huyện Đan Lăng được chia ra thành 5 trấn: Đan Lăng, Dương Trường, Nhân Mỹ, Song Kiều, Trương Trường và 2 hương: Thạch Kiều, Thuận Long.